# هنري فريندلي
هنري فريندلي (بالإنجليزية: Henry Friendly)‏ هو قاضي أمريكي، ولد في 3 يوليو 1903 في إلميرا في الولايات المتحدة، وتوفي في 11 مارس 1986 في نيويورك في الولايات المتحدة.